# Sabana Piletas
Sabana Piletas ist eine bedeutende Fundstelle der spätklassischen Mayakultur im äußersten Nordosten des mexikanischen Bundesstaates Campeche, 17,5 km nordöstlich der Kleinstadt Bolonchen. Herausragender Fund ist eine Treppe mit langer Hieroglypheninschrift. Der Fundort wird seit 2007 untersucht, er ist nicht öffentlich zugänglich.
Der Fundort Sabana Piletas liegt in einem dicht bewaldeten und schwer zugänglichen Gebiet an der Grenze zwischen den Bundesstaaten Yucatán und Campeche, das zwischen dem 8. und 10. Jahrhundert dicht besiedelt gewesen ist. Um einen unregelmäßigen Hof liegen mehrere zumeist kleine Gebäude im spätklassischen Puuc-Stil sowie eine Pyramide. Eines dieser Gebäude fällt durch einen reichen Reliefschmuck auf, der unter anderem zwei mit den Hälsen ineinander verschlungene Vögel zeigt. Naturalistische Darstellungen dieser Art sind im Puuc-Stil einzigartig. Eine andere Skulptur an demselben Gebäude stellt ein menschliches Gesicht dar, das aus einem Vogelrachen heraussieht, und gehört damit in den Zusammenhang entsprechender Bildwerke in Chichén Itzá und Tula.
Zu einem sehr kleinen Gebäude ebenfalls am Rande des Hofes führt die 18 m breite, aus 6 Stufen bestehende Treppe hinauf. Auf zwei der Stufen sind an die 100 Hieroglyphenblöcke eingemeißelt. Längere Hieroglypheninschriften sind in der Puuc-Region im Nordwesten der mexikanischen Halbinsel Yucatán selten. Erstaunlich aber für Entzifferung sehr vorteilhaft ist, dass die erste Hälfte der Texte auf den beiden Stufen identisch ist. Sie nimmt Bezug auf die Errichtung der Inschrift und das rituelle Ballspiel, letzteres aber wohl in der Unterwelt angesiedelt. In den unterschiedlichen Teilen wird auf der ersten Stufe mit dem Ballspiel eine Person in Beziehung gebracht, die als Untergebener des Feuers und Herr einer Stadt namens Chana’ bezeichnet wird. Von diesem noch nicht identifizierten Ort ist auch in anderen Inschriften der Region die Rede. Weiter wird in stark formalisierter Sprache von einer Zerstörung von Land in allen Himmelsrichtungen gesprochen, ohne dass die Feinde direkt benannt werden. Der Rest der Inschrift bezieht sich auf drei Rituale, in denen verschiedene Gottheiten durch lebende Personen dargestellt wurden. Abschließend werden  die Ahnen des Herrschers genannt. Die Inschrift trägt auch ein Datum, das, wenngleich Einzelheiten noch strittig sind, mit großer Sicherheit dem 18. Dezember 858 entspricht.